# Drukkerijmuseum (Etten-Leur)
Het Nederlands Drukkerij Museum in de Noord-Brabantse plaats Etten-Leur is een museum over boekdrukkunst. Het museum is opgericht in 1976. 
In het museum zijn alle facetten van het ambachtelijke boekdrukvak te zien. De oude drukkerij is ingericht zoals het was in de vijftiger jaren van de twintigste eeuw. In de grote drukkerszaal werken alle drukpersen en is het mogelijk om zelf afdrukken te maken. Voor kinderen heeft het museum een educatief programma waarbij ze op verschillende persen zelfstandig afdrukken maken en in de boekbinderij hun eigen boekje maken. Op de bovenverdieping is een expositieruimte, waar wisselende tentoonstellingen te zien zijn.
Het museum organiseert daarnaast workshops handzetten, boekdrukken en boekbinden en stelt op afspraak de machines en ruimtes ter beschikking aan mensen die zelf willen drukken. 

## Geschiedenis
Het museum is tot stand gekomen door samenwerking van burgemeester Oderkerk van Etten-Leur en Paul Valentin, voorzitter van het Koninklijk Verbond van Grafische Ondernemingen afdeling West-Brabant. Valentin opperde in 1974 tijdens de overhandiging van de Kopperprent het idee een drukkerijmuseum te stichten in Etten-Leur. In 1976 kon de collectie gehuisvest worden in een door de gemeente beschikbaar gestelde boerderij uit 1800.

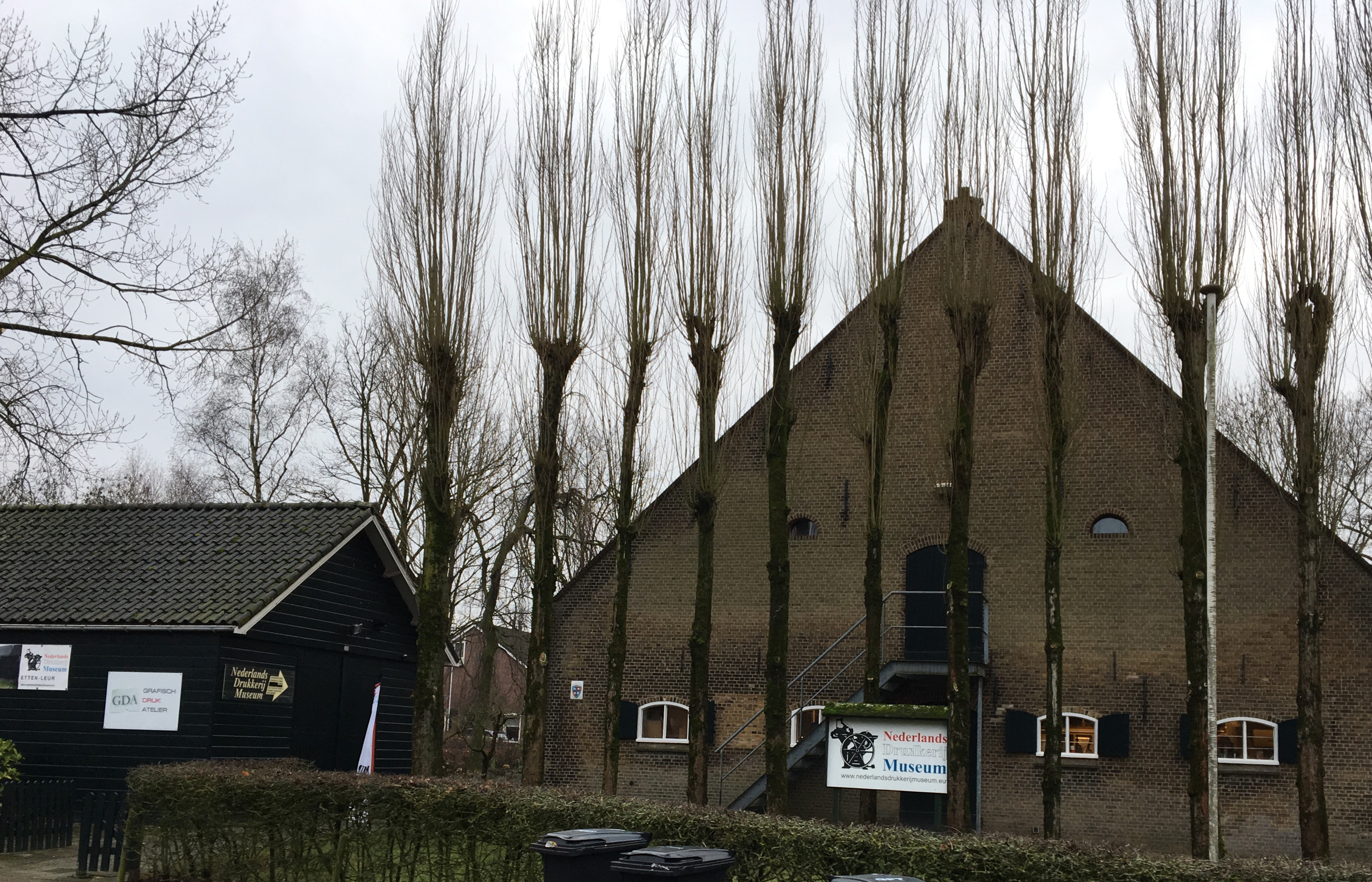
Gebouw
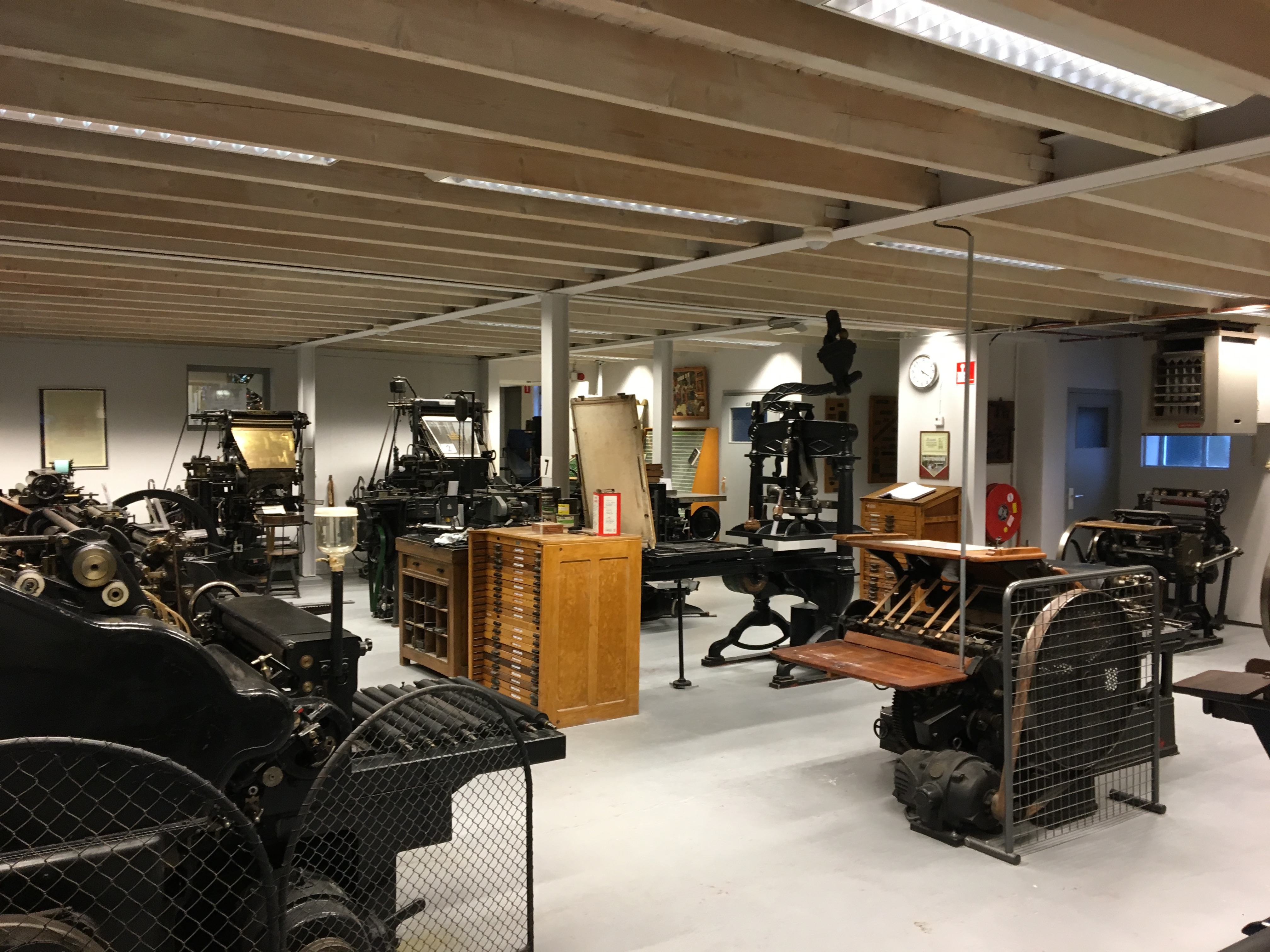
Drukkerszaal
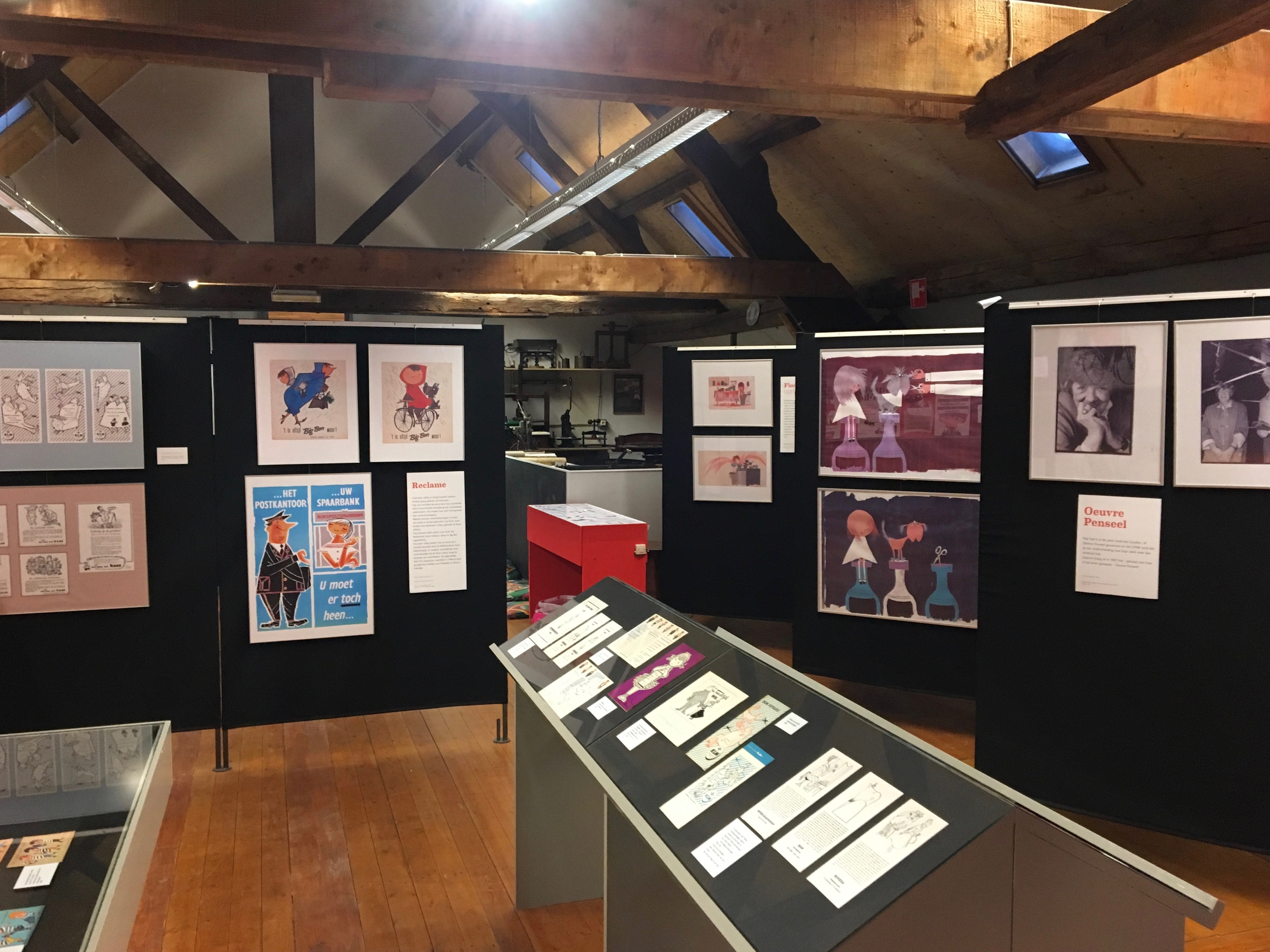
Wisseltentoonstelling
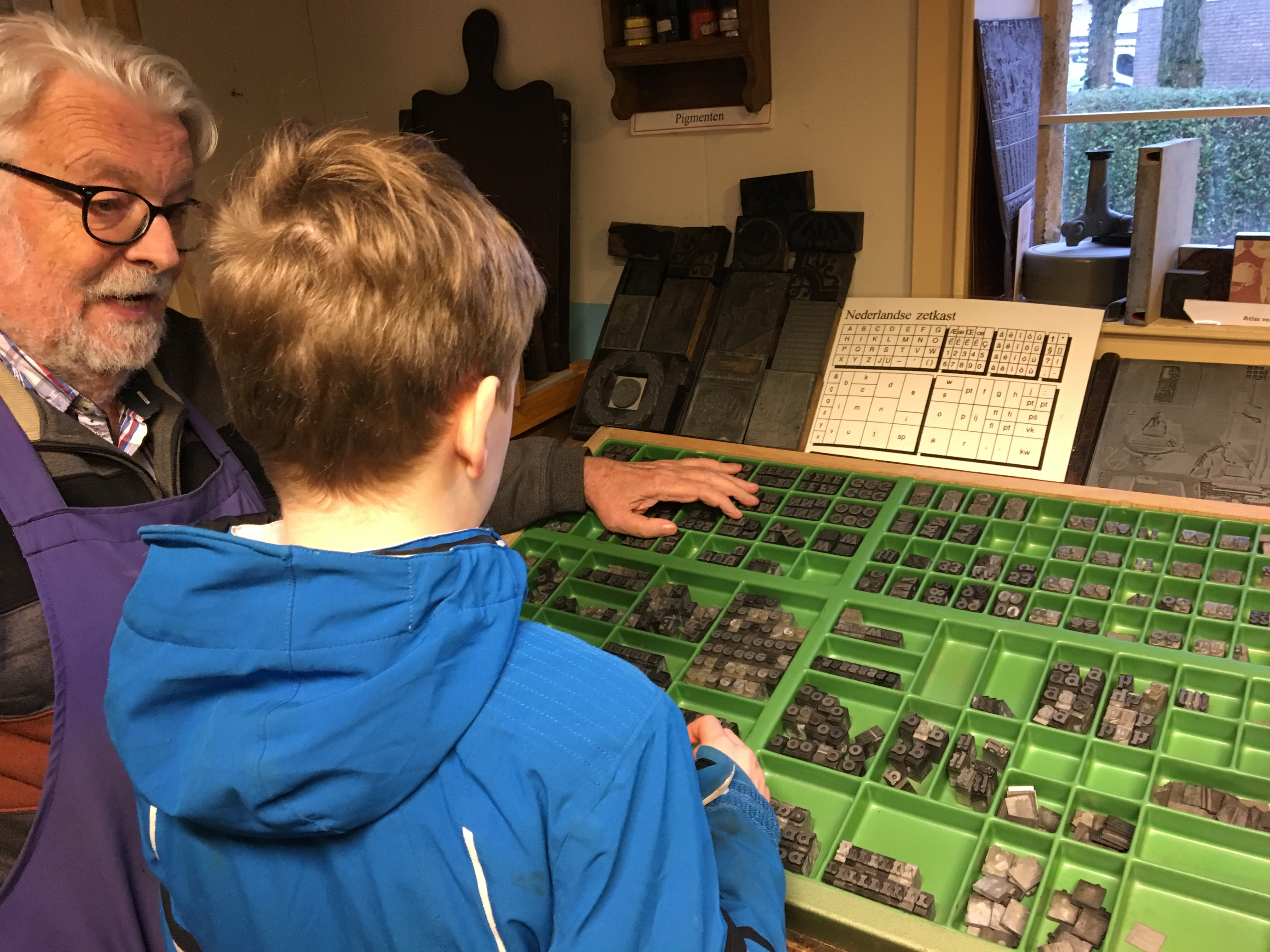
Demonstratie letterzetten

## Collectie
De collectie omvat verschillende regelzetmachines, een groot aantal letterkasten met verschillende soorten lettertypen, handpersen, degelpersen, snelpersen en een Heidelberg degelautomaat.

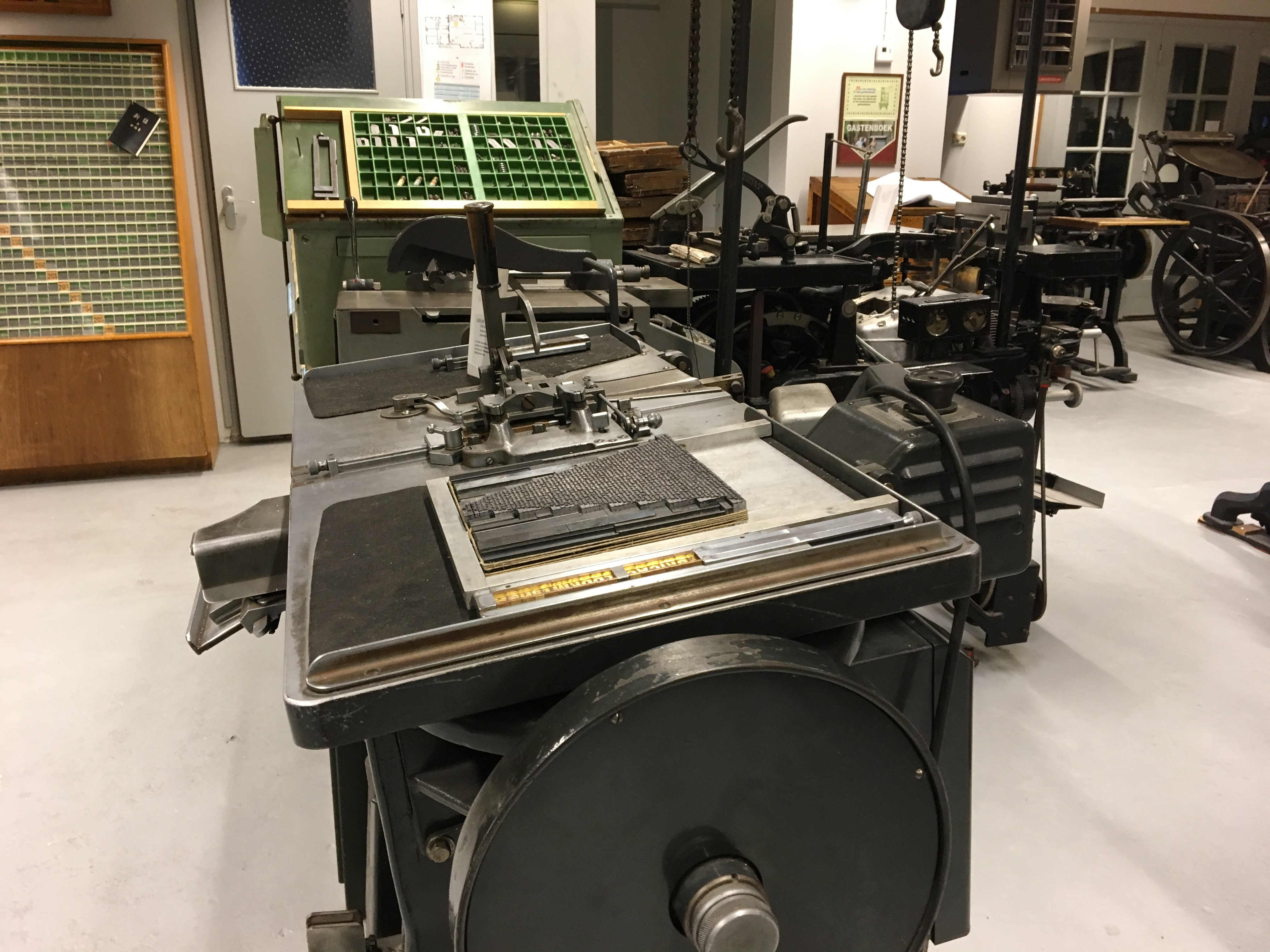
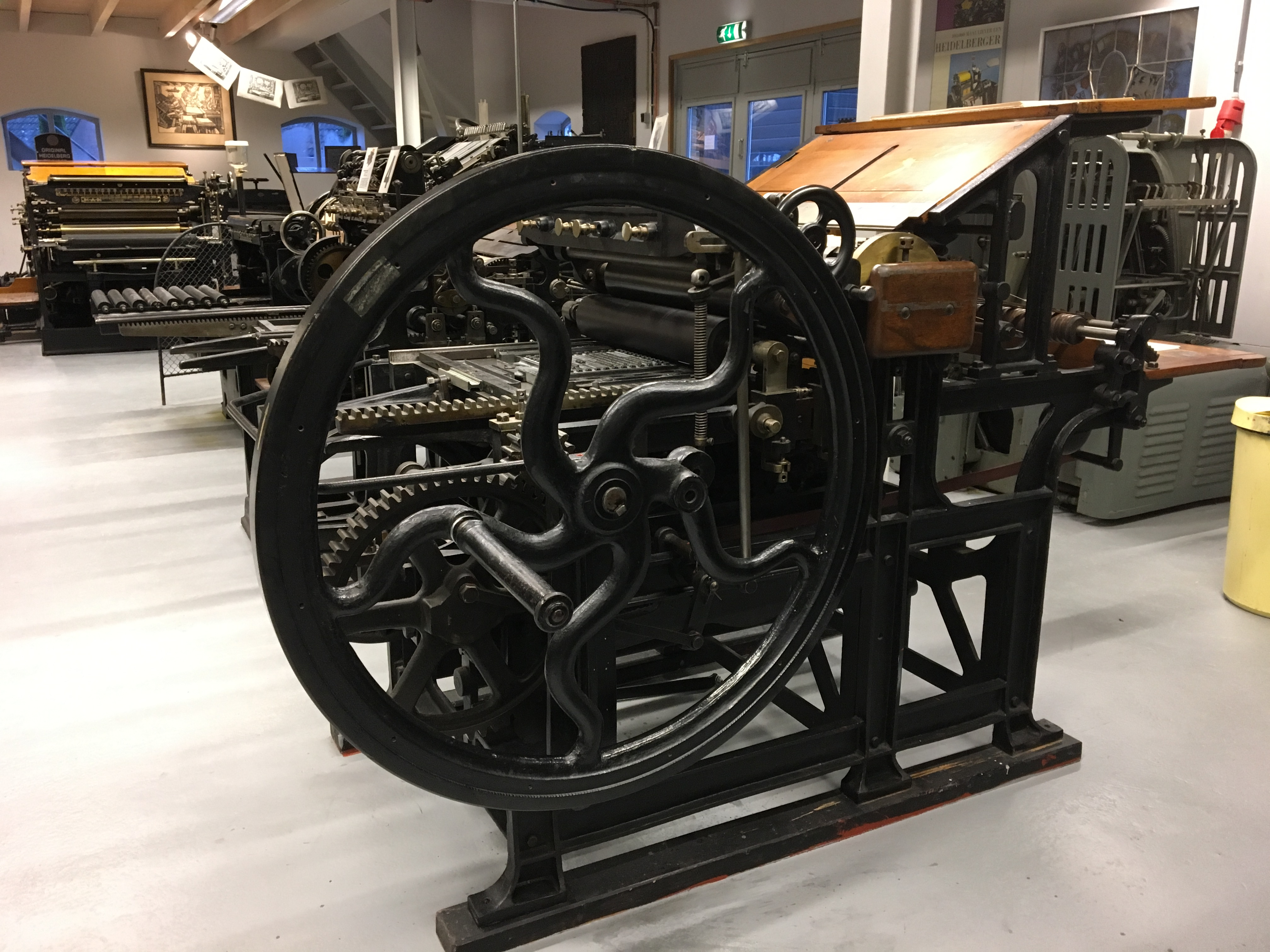
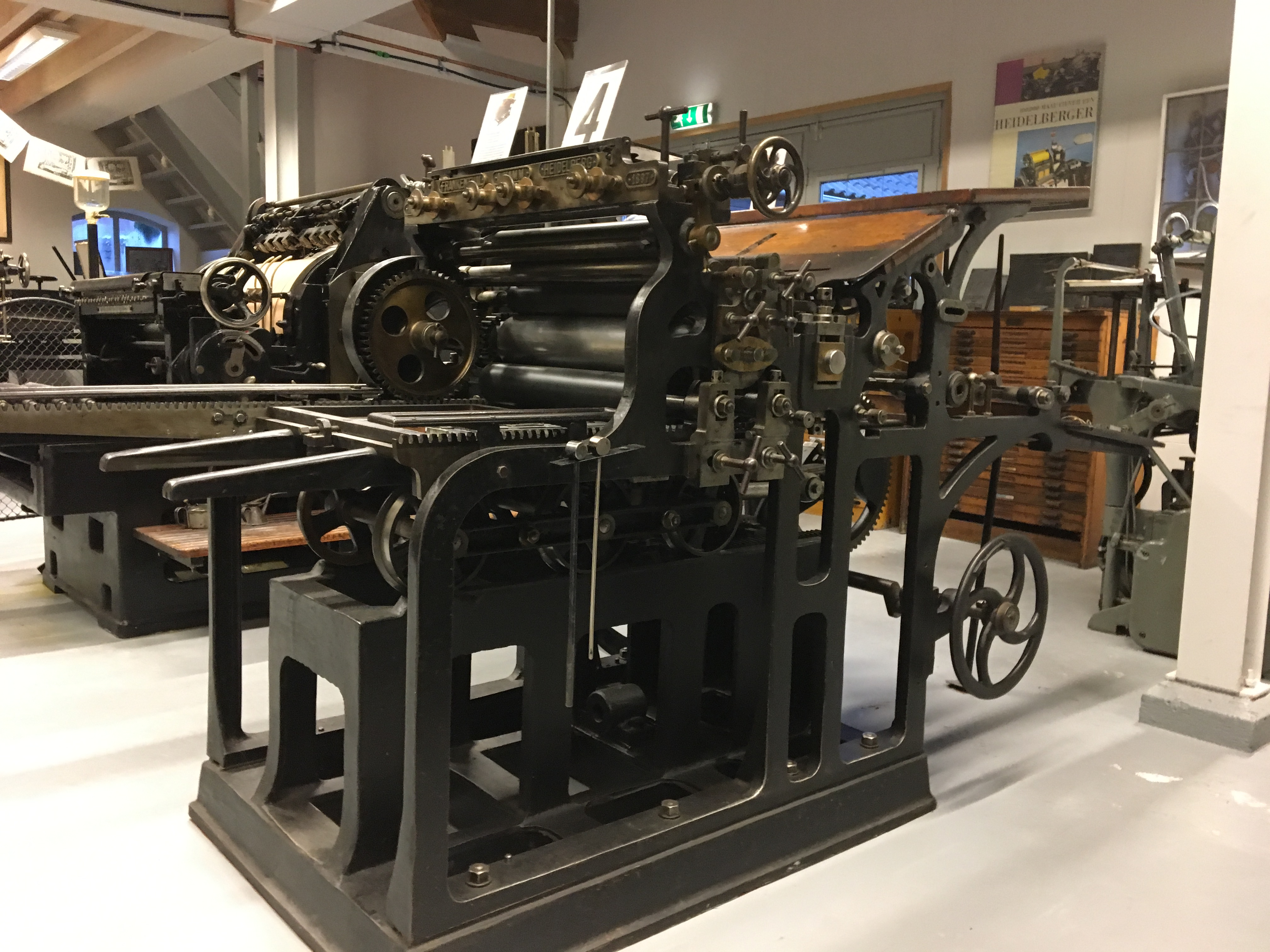
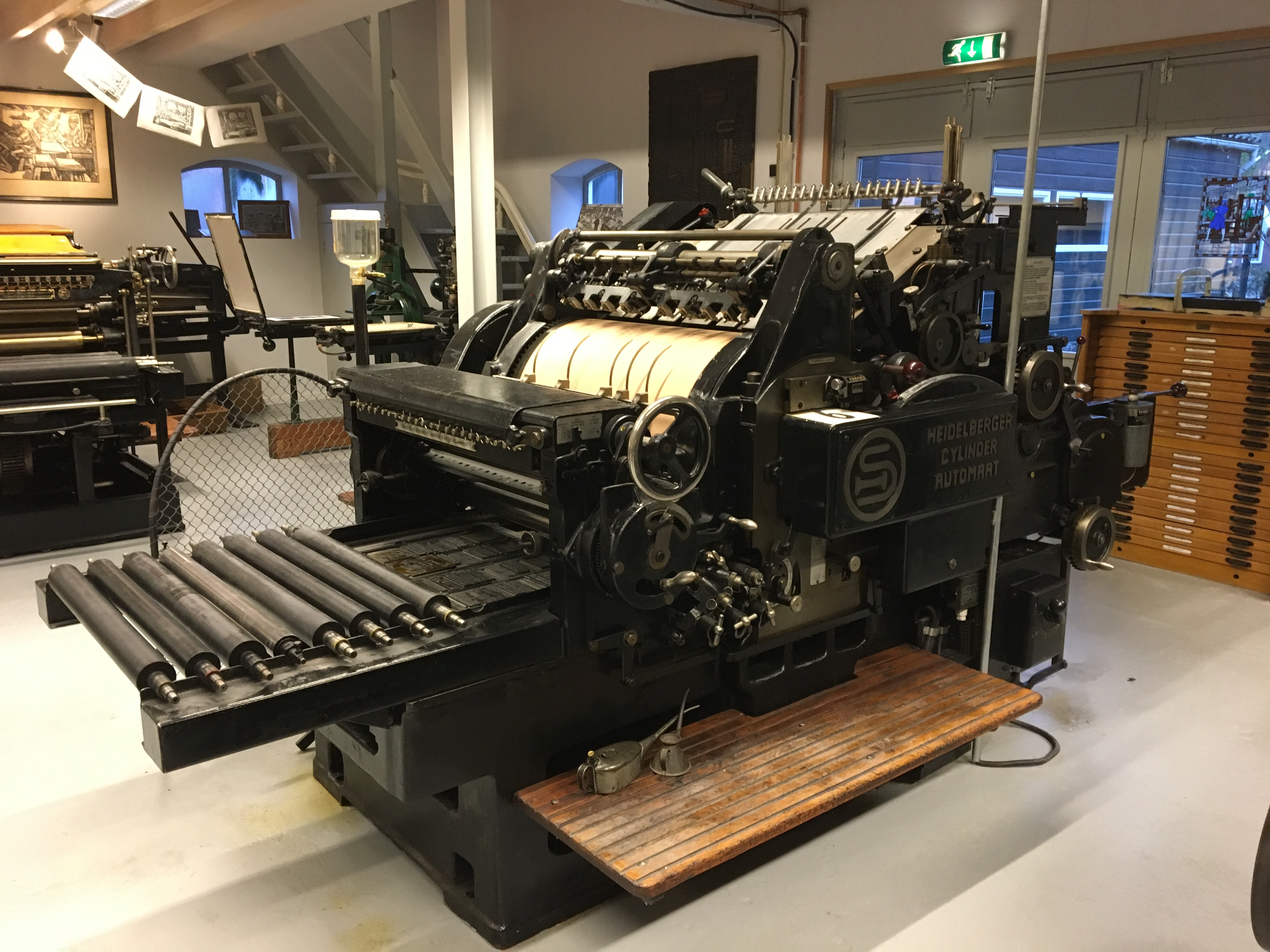
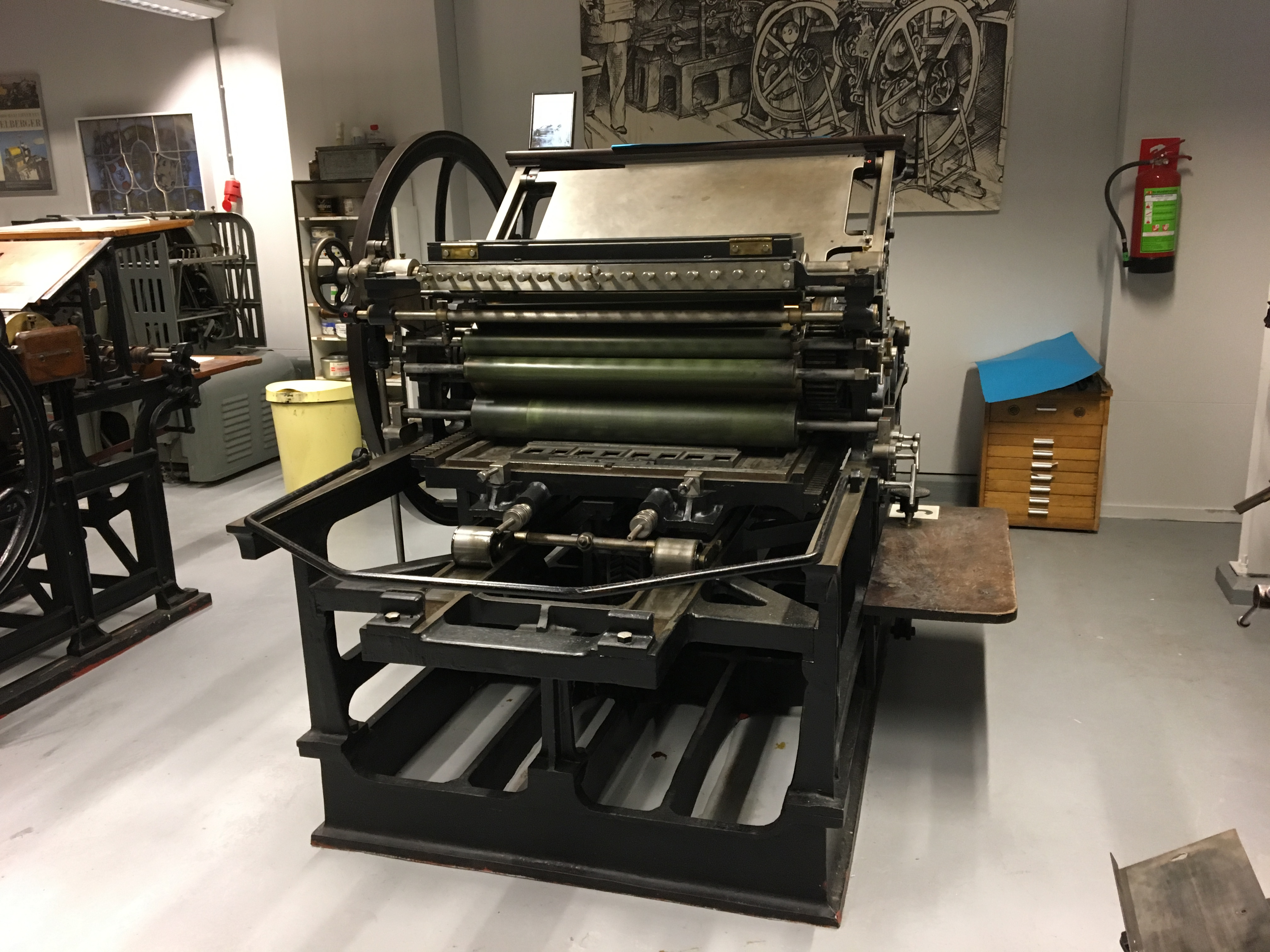

## Tentoonstellingen (selectie)
- 2017 - Blikvangers, Fiep Westendorp[1]
- 2014 - 65 Jaar sporttekeningen, Dik Bruynesteyn
- 2013 - Portretten, Johan van Gurp
- 2012 - Toos & Henk, Paul Kusters
- 2011 - Anton Pieck – zijn (grafisch) werk[3]
- 2006 - Loesje